# Красная дымящая азотная кислота
Красная дымящая азотная кислота (буродымная азотная кислота) — жидкий азотнокислый окислитель, используемый в ракетном топливе. Химический состав: азотная кислота (основа), тетраоксид диазота (димер NO2) примерно 10—30 % для разных видов, вода — единицы процентов. Желтовато-красный цвет придаёт тетраоксид диазота, частично разлагающийся с образованием диоксида азота.
Обычно в кислоту добавляют ингибитор, поскольку она крайне агрессивна и вызывает коррозию большинства материалов. Наиболее эффективным и часто применявшимся ингибитором была плавиковая кислота (HF), на порядок снижавшая скорость коррозии нержавеющих сталей и алюминиевых сплавов из-за образования плотной плёнки фторидов на поверхности металла.